# Raymond Ekevwo
Raymond Ekevwo (23 maart 1999) is een Nigeriaanse sprinter. Hij is de kampioen van de Afrikaanse Spelen van 2019 op de 100 meter. Hij was ook lid van het Nigeriaanse 4 × 100 m estafetteteam dat een zilveren medaille won op de spelen.

## Levensloop
Ekevwo's atletische talent was al duidelijk sinds zijn schooltijd. In 2015, terwijl hij nog student was aan de High Standard Comprehensive School, Ughelli, deed hij auditie voor de Making of Champions Reality TV atletiekcompetitie, Top Sprinter. Uiteindelijk had hij alle juryleden die hem in hun teams probeerden te krijgen. Hij won de senior 100 m titel en prijs op de 2016 editie van de wedstrijd, terwijl hij nog een junior was.
Hij werd de Nigeriaanse junior kampioen op de 100 meter op de 2016 DK Olukoya Jeugd en Junior Kampioenschappen te winnen met een toen persoonlijk record van 10,35 s. Als nationaal juniorenkampioen werd hij geselecteerd om het land te vertegenwoordigen op de 2016 IAAF Wereldkampioenschappen U20. Hij miste echter de race omdat het Nigeriaanse team niet op tijd voor de wedstrijd arriveerde. Hij nam deel aan de 4 x 100 m estafette met teamgenoten Soyemi Abiola, Godwin Ashien en Emmanuel Arowolo, maar bereikte de finale niet.
Ekevwo trad toe tot Oral Roberts University voor het seizoen 2017-2018, maar had een kort seizoen vanwege blessures. Uiteindelijk stapte hij in de zomer over naar de Universiteit van Florida voor het volgende seizoen. Een team van Ekevwo, Hakim Sani Brown, Grant Holloway en Ryan Clark werd de NCAA-kampioen van 2019 op de 4 x 100 m estafette.
Hij werd de vijfde Nigeriaanse man die de titel van de Afrikaanse Spelen op de 100 m won op de Afrikaanse Spelen van 2019 in Rabat. Na een ongeslagen run door de rondes klokte hij een indrukwekkende 9,96 s om de titel te winnen net voor Arthur Cisse. Dit cijfer zorgde voor een nieuw record op de Afrikaanse Spelen. Vervolgens werkte hij samen met Divine Oduduru, Emmanuel Arowolo en Usheoritse Itsekiri voor de 4 x 100 m estafette. Het team werd tweede achter het Ghanese team om de zilveren medaille te winnen.